# ブッダ・レコード
ブッダ・レコード（Buddah Records、若しくはBuddha Records）は、アメリカ合衆国のレコード会社である。1967年にニューヨークで設立された。

## 概要
ブッダ・レコードはMGMレコード配給のカーマ・スートラ・レコードから生まれ、ブッダ設立後も重要なレーベルとして存続した。ブッダはバブルガム・ポップ（オハイオ・エクスプレスや1910フルーツガム・カンパニー）をはじめ、フォークロック（メラニー・ソフィカ）やブルース・ロック（キャプテン・ビーフハート・アンド・ヒズ・マジック・バンド））、ソウルミュージックまで様々なジャンルの音楽を扱った。
自社作品以外にも、カーマ・スートラ・レコード（カーマ・スートラが1969年にMGMとの流通関係を切った後）、カートム・レコード（カーティス・メイフィールド）、Tネック・レコード（アイズレー・ブラザーズ）、カリスマ・レコード（ジェネシス、モンティ・パイソン）、サセックス・レコード（ビル・ウィザーズ）、ホットワックス・レコード（ホランド＝ドージャー＝ホランドのポスト・モータウン期の作品）や小さな子会社など多くの独立レーベルの作品を販売した。

## 契約したミュージシャン
以下のアーティストは、ブッダレコード、またはブッダの子会社/販売レーベルから少なくとも1枚の録音をリリースしている：括弧内はブッダの子会社/販売レーベル：
| - アドリシ・ブラザーズ - ポール・アンカ - ベイビー・ヒューイ (Curtom) - レン・バリー - ザ・ ベルモンツ - ブラック・アイボリー - ブレワー&シップリー (カーマ・スートラ) - ブルックリン・ブリッジ - Bulldog - ジョージ・バーンズ - The Camel Drivers - フレディ・キャノン - キャプテン・ビーフハート・アンド・ヒズ・マジック・バンド - Captain Groovy and his Bubblegum Army - Carnaby Street Runners - チーチー・アンド・ペッピー - シック - ルー・クリスティ - Dennis Coffey & The Detroit Guitar Band (Sussex) - ノーマン・コナーズ - デイヴ・ベイビー・コルテス (T-Neck) - ジェイムズ・コットン - カヴン - パパ・ジョン・クリーチ - Charlie Daniels Band (カーマ・スートラ) - ジェイムズ・ダレン - ダスト (カーマ・スートラ) - エール・アパレント - Exuma - ファイヴ・ステアステップス (Curtom, Buddah) - フレイミン・グルーヴィーズ (カーマ・スートラ) - Free Beer - デイヴィッド・フライ - ギャラリー (Sussex) - ジェネシス (カリスマ, Buddah) - バリー・ゴールドバーグ - スティーヴ・グッドマン - The Good Ship Lollipop (Ember) - Gorgoni, Martin & Taylor - ガンヒルロード (カーマ・スートラ) | - ビル・ヘイリー&ヒズ・コメッツ (カーマ・スートラ) - エドウィン・ホーキンス・シンガーズ (Pavilion, ブッダ) - マイケル・ヘンダーソン - Stan Holland - ハニー・コーン (Hot Wax) - レナ・ホーン - フィリス・ハイマン - インプレッションズ (Curtom) - アイシス - アイズレー・ブラザーズ (T-Neck) - カセネッツ・カッツ・シンギング・オーケストラル・サーカス (K-K Super Circus名義) - Jane Avenue Bus Stop - J.C.W. Ratfinks - The Jaggerz (カーマ・スートラ) - Jennifer's Friends - ウェイロン・ジェニングス - Jimmy Jackson - Gladys Knight & the Pips - ロバート・クライン (Brut) - レモン・パイパーズ - ラヴィン・スプーンフル (カーマ・スートラ) - ボビー・マーチン - トレイド・マーティン - バーバラ・メイソン - カーティス・メイフィールド (Curtom) - ヴァン・マッコイ - ゲイリー・マクファーランド - ロッド・マッケン - メラニー・ソフィカ - グレン・ミラー (RCA版のリイシュー) - The Modulations - モンティ・パイソン (カリスマ、ブッダ) - メルバ・ムーア - Dorothy Morrison - Motherlode - The Mulberry Fruit Band - ザ・ミュージック・エクスプロージョン - The Teri Nelson Group - ニュー・バース | - Penny Nichols - 1910フルーツガム・カンパニー - Ocean (カーマ・スートラ) - Ohio Express - オシビサ - 100プルーフ・エイジド・イン・ソウル (Hot Wax) - Protozoa (カーマ・スートラ) - Rock & Roll Dubble Bubble Trading Card Co. of Philadelphia, 19141 - レナ・スコット - Joan Rivers - Revival - ロリー・ギャラガー - ビフ・ローズ - ソルト・ウォーター・タフィー - シャングリラス (カーマ・スートラ) - シャ・ナ・ナ (カーマ・スートラ、ブッダ) - Scratch - ザ・シャドウズ・オブ・ナイト (Team) - シクスト・ロドリゲス (Sussex) - スモークリング - Stories (カーマ・スートラ) - ジョニー・ティロットソン - カル・ジェイダー - The Tokens - The Trammps - Andrea True Connection - Up With People (Pace-Buddah) - ヴァン・ダー・グラフ・ジェネレーター (カリスマ) - レ・ヴァリエシオンズ - Velvet Crest - ヴィック・ヴィーナス - ベン・ヴェリーン - ワーズワース・マンション(Sussex) - ジミー・ウォーカー - ジム・ウェザリー - Michael Wendroff - ジャック・ワイルド - ジョニー・ウィンター - ビル・ウィザース (Sussex) - ザルマン・ヤノフスキー (カーマ・スートラ, ブッダ) |